# 馬場当
馬場 当（ばば まさる、1926年7月17日 - 2011年6月29日）は、日本の映画脚本家。井上和男と共に「“松竹ヌーベルバーグ”の先駆け的映画人」と称される。

## 略歴
1926年、東京都に生まれる。
1948年、横浜専門学校（現・神奈川大学）法学科卒業後、後に映画監督への道を歩む井上和男と同期で松竹大船撮影所脚本部に入る。
1957年にはフリーとなった。
映画『復讐するは我にあり』（1979年、松竹）で第3回日本アカデミー賞最優秀脚本賞など各賞を受賞する。
2011年6月29日に悪性リンパ腫のため死去。

## 脚本作品

### 映画
- 『花のおもかげ』（1950年、松竹）
- 『離婚結婚』（1951年、松竹）
- 『夢と知りせば』（1952年、松竹）
- 『この春初恋あり』（1952年、松竹）
- 『岸壁』（1953年、松竹）
- 『ひばりの悲しき瞳』（1953年、松竹）
- 『かりそめの唇 前篇 たそがれの過失／後篇 幸福の岸』（1955年、松竹）
- 『正義派』（1957年、松竹）
- 『花のうず潮』（1958年、松竹）
- 『恐怖の対決』（1958年、松竹）
- 『明日をつくる少女』（1958年、松竹）
- 『幸福な家族』（1959年、松竹） - 潤色
- 『がんばり娘』（1959年、松竹）
- 『三人姉妹』（1959年、松竹）
- 『アイ・ラブ・ユウ』（1959年、東宝） - 原作
- 『暁の地平線』（1959年、松竹）
- 『地獄の曲がり角』（1959年、日活）
- 『真夜中の処女』（1959年、松竹）
- 『伴淳・森繁のおったまげ村物語』（1961年、松竹）
- 『大学の纏持ち』（1962年、大映）
- 『泥だらけの純情』（1963年、日活）
- 『エデンの海』（1963年、日活）
- 『泥だらけのいのち』（1963年、日活）
- 『乾いた花』（1964年、松竹）
- 『帰郷』（1964年、日活）
- 『牝』（1964年、東映）
- 『花咲く乙女たち』（1965年、日活） - 原作
- 『おしゃべりな真珠』（1965年、松竹）
- 『素敵な今晩わ』（1965年、松竹） - 原作も担当
- 『娘の季節』（1968年、日活）
- 『あしたのジョー』（1970年、新国劇映画＝日活）
- 『エデンの海』（1976年、ホリ企画制作）
- 『ギャンブル一家 チト度が過ぎる』（1978年、大映）
- 『復讐するは我にあり』（1979年、松竹）
- 『遠い明日』（1979年、東宝）
- 『卍』（1983年、東映）
- 『ひとりね』（2002年、フィルム・ボイス）
- 『サヨナラCOLOR』（2005年、ザジフィルムズ） - 原作

### テレビドラマ
- 『戦争』第1・3・8・11・14・15・17・19・21・26回（1960年、フジテレビ）
- 『通夜の客』（1960年、フジテレビ）
- 『あした来る人』（1961年、フジテレビ）
- 『浮雲』（1961年、フジテレビ）
- 『美徳のよろめき』（1961年、フジテレビ）
- 『海峡』（1961年、フジテレビ）
- 『われら青春』（1962年、フジテレビ）
- 『限りなき愛情』（1963年、関西テレビ）
- 『女の小箱』（1964年、関西テレビ）
- 『三匹の侍』第1シリーズ第22話・第4シリーズ第2話・第5シリーズ第24話・第6シリーズ第8話（1964年-1968年、フジテレビ）
- 『一発屋』（1965年-1966年、MBS）
- 『太陽の丘』（1966年-1967年、NHK）
- 『平四郎危機一発』第19話（1968年、TBS）
- 『フジ三太郎』（1968年-1969年、フジテレビ）
- 『新平四郎危機一発』第10・16・21・24話（1969年-1970年、TBS）
- 『アーラわが君』（1969年-1970年、フジテレビ）
- 『Oh!それ見よ』（1969年、TBS）
- 『新三匹の侍』第10話（1970年、フジテレビ）
- 『うちのおとうさん』（1970年-1971年、日本テレビ）
- 『一心太助』（1971年-1972年、フジテレビ）
- 『浮世絵 女ねずみ小僧』第1シリーズ第11話・第3シリーズ第11話（1971年・1974年、フジテレビ）
- 『夏からの手紙』（1972年、フジテレビ）
- 『木曽街道いそぎ旅』（1973年、フジテレビ）
- 『私は許さない』（1973年-1974年、フジテレビ）
- 『八州犯科帳』（1974年、フジテレビ）
- 『愛ぬすびと』（1974年、フジテレビ）
- 『花くらべ』（1975年、フジテレビ）
- 『満天の星』（1976年、フジテレビ）
- 『見知らぬ恋人』第2・4・6・8・11・13・16・17・20・21話（1979年-1980年、テレビ朝日）
- 『酔いどれカラオケ女医者』（1985年、ANB）[3]
- 『女ねずみ小僧』第2話（1989年、フジテレビ）
- 『名古屋嫁入り物語』（1989年-1998年、東海テレビ） - 原作
- 『下町診療所女医日記』（1990年、TBS）[3]
- 『二階の女』（1994年、日本テレビ）[3]

## 出演映画
- 『落葉樹』（1986年、近代映画協会） - 執達吏 役
- 『午後の遺言状』（1995年、日本ヘラルド映画） - 民宿の主人 役
- 『生きたい』（1999年、日本ヘラルド映画） - 姨捨駅長 役
- 『ひとりね』（2002年、アルゴピクチャーズ）

## 賞歴
- 第3回日本アカデミー賞最優秀脚本賞 - 映画『復讐するは我にあり』（1979年、松竹）
- 第53回キネマ旬報ベスト・テン 脚本賞 - 映画『復讐するは我にあり』（1979年、松竹）
- 第34回毎日映画コンクール 脚本賞 - 映画『復讐するは我にあり』（1979年、松竹）
- 第1回ヨコハマ映画祭 脚本賞 - 映画『復讐するは我にあり』（1979年、松竹）[4]
- 第12回日本映画批評家大賞 エメラルド大賞[5]